# Campomanesia laurifolia
Campomanesia laurifolia är en myrtenväxtart som beskrevs av George Gardner. Campomanesia laurifolia ingår i släktet Campomanesia och familjen myrtenväxter. IUCN kategoriserar arten globalt som starkt hotad. Inga underarter finns listade i Catalogue of Life.